# Листовійки
Листовійки (Tortricidae) — родина метеликів. Розмах крил 8-40 мм, зазвичай 10-25 мм, складені дахоподібно. Передні часто з малюнком у вигляді смужок, задні однотонні, сірі. Хобіток погано розвинений, але багато видів всмоктують воду та сік, що витікає з пошкоджених стовбурів дерев. Налічують понад 6000 видів. Доволі поширені, більшість у тропічних та широколистяних лісах Азії, кілька видів у пустелях.
Гусениці живуть у листі, яке вони згортають за допомогою шовковичних ниток (звідси назва), часто в плодах, стеблах, під корою і на корінні.
Заляльковуються в місці живлення, деякі — в підстілці чи ґрунті, інколи в коконі. В більшості видів зимуюча стадія — гусениця.
Багато листовійок є серйозними шкідниками сільського та лісового господарства, наприклад яблунева плодожерка. Важливий внесок у вивчення листовійок Палеарктики зробив О. С. Данилевський, а у розробку методів боротьби із шкідливим видами цих метеликів зробили О.І. Воронцов і український ентомолог М.А. Теленга.